# 419 Aurelia
419 Aurelia là một tiểu hành tinh rất lớn ở vành đai chính. Nó được xếp loại tiểu hành tinh kiểu F.
Tiểu hành tinh này do Max Wolf phát hiện ngày 7.9.1896 ở Heidelberg. Không biết rõ nguồn gốc tên của nó.